# Colpotrochia pilosa
Colpotrochia pilosa là một loài tò vò trong họ Ichneumonidae.